# 부흐 콘체른
부흐 콘체른(일본어: ブッホ・コンツェルン)은 《건담 시리즈》의 극장판 애니메이션 《기동전사 건담 F91》에 등장하는 가공의 기업 집단이다.
본 문서에서는 관련 조직인 사설 군대 크로스본 뱅가드 및 그 이름을 이은 조직에 대해서도 기술한다.

## 크로스본 뱅가드
부흐 콘체른의 사설 군대로 코스모 바빌로니아의 건국을 위한 제압, 파괴 활동을 담당하는 조직으로 설립되었다.

## 같이 보기
- 기동전사 건담 F91